# سود (اقتصاد)
سود در نظریهٔ اقتصاد خرد نئوکلاسیک، دو معنای مرتبط اما متمایز دارد.
سود اقتصادی مشابه سود حسابداری است ولی کوچک‌تر زیرا بازتاب‌دهندهٔ کل هزینهٔ فرصت (هم صریح و هم تلویحی) یک ریسک برای سرمایه‌گذار است. سود نرمال به وضعیتی اشاره دارد که در آن سود اقتصادی صفر است. مفهومی مرتبط، گاهی در زمینه‌های مشخص معادل سود لحاظ می‌شود، رانت است.